# بيل فولي (رجل أعمال)
بيل فولي (29 ديسمبر 1944-) هو رجل أعمال أمريكي ومحامي متخصص في الخدمات المالية. نشأ في تكساس وعاش مع عائلته التي كانت تعمل في تربية الماشية، انتقل للعيش في أوتاوا، عندما تم تعيين والده في القوات الجوية للولايات المتحدة هناك. لعب فولي رياضة الهوكي على الجليد، وأبدا تقديرًا لهذه الرياضة مدى الحياة.

## حياته العملية
يشغل ويليام بي فولي الثاني منصب رئيس مجلس إدارة شركة الإخلاص الوطنية المالية، وشركة كاناي القابضة، وبلاك نايت القابضة، كما يشغل منصب نائب رئيس شركة الإخلاص الوطنية لخدمات المعلومات. فولي هو المستثمر الرئيسي ورئيس مجلس الإدارة والرئيس التنفيذي لشركة وفريق بلاك نايت للرياضة والترفيه، والتي تمتلك نادي الدوري الإنجليزي الممتاز، ونادي بورنموث، ونادي أوكلاند اف سي، ونادي الدوري الإسكتلندي الممتاز، ونادي هيبرنيان. قدرت ثروته في عام 2023، حوالي 1.6 مليار دولار أمريكي وفقًا لمجلة فوربس.
إلتحق فولي بالأكاديمية العسكرية الأمريكية، وأثناء دراسته حصل على 40 ألف دولار في سوق الأوراق المالية، واستثمر فيها خلال أوقات فراغه. بعد تخرجه من ويست بوينت عمل ملازم ثاني في القوات الجوية الأمريكية، حيث تفاوض خلال حياته المهنية على عقود دفاعية بقيمة مليون دولار مع شركة بوينغ للطائرات. انتقل فولي للعمل في مجال قانون الشركات بعد حصوله على درجة الدكتوراه في القانون من جامعة واشنطن في عام 1974. استثمر أمواله في مصانع النبيذ وملاعب الجولف والفنادق ومنتجعات التزلج، ومطاعم الوجبات السريعة، ومصنعي قطع غيار السيارات، ويعتبر فولي من الداعمين الماليين للسياسي الأمريكي دونالد ترامب.

## ملكية رياضية
في يونيو 2016، حصل فولي وشركة بلاك نايت على امتياز توسيع دوري الهوكي الوطني الذي أصبح فيغاس جولدن نايتس. بدأ فريقه اللعب في موسم 2017 في ملعب تي موبايل أرينا، وحصلوا أيضاً على ملكية للمنشأة. تعهد فولي بالفوز بكأس ستانلي في ستة مواسم، وحقق فريقه الوعد في عام 2023 ونال الكأس.
في عام 2020، اشترت شركة بلاك نايت امتياز الدوري الأمريكي لهوكي الجليد. في عام 2021، أعلن فولي أن شركته اشترت فريقًا في دوري كرة القدم المحلي لبدء اللعب في عام 2022 في هندرسون، نيفادا. في 23 أغسطس 2021، كشف الفريق عن اسمه وشعاره باسم فيغاس نايت هوكس.
في 13 ديسمبر 2022، أكملت مجموعة من المستثمرين بقيادة فولي صفقة شراء نادي بورنموث لكرة القدم الذي يلعب في الدوري الإنجليزي الممتاز، مع تولي فولي منصب رئيس مجلس الإدارة. في 13 يناير 2023، استحوذ فولي على حصة كبيرة في نادي لوريان الذي يلعب في الدوري الفرنسي الدرجة الأولى، مما أدى إلى إنشاء شراكة مع بورنموث.
في 11 أكتوبر 2023، أعلنت الدوريات الأسترالية المحترفة (APL) أن فولي هو المفضل ليكون مالكًا لنادي الدوري الأسترالي الجديد، ومقره في أوكلاند، نيوزيلندا. كما أكدت APL رسميًا أن الفريق الجديد سيحصل على ترخيص تحت ملكية فولي في 21 نوفمبر 2023، مع تقديم فريق أوكلاند إف سي للرجال لدوري الرجال 2024–25 وفريق السيدات الذي يتنافس من 2025–26 فصاعدًا، وفي اجتماع الجمعية العمومية السنوي المنعقد في فبراير 2024، صادقت بلاك نايت على صفقة لتصبح مساهم كبير في نادي كرة القدم الاسكتلندي هايبرنيان، وكانت نتيجة هذه الصفقة هي أن بلاك نايت ستحصل على 25% من هيبس مقابل استثمار قدره 6 مليون جنيه إسترليني، بينما ستحتفظ عائلة جوردون بالسيطرة على الأغلبية (60%) من النادي. تم تعيين فولي في مجلس إدارة النادي بعد ذلك بوقت قصير.